# Capital City Go-Go
I Capital City Go-Go sono una squadra di pallacanestro di Washington, che milita nella NBA G League, il campionato professionistico di sviluppo della National Basketball Association.

## Storia della franchigia
La franchigia venne creata a Washington nel dicembre del 2017 con la presentazione del logo e del nome.

## Squadre NBA affiliate
I Capital City Go-Go sono affiliati alle seguenti squadre NBA: i Washington Wizards.

## Record stagione per stagione
| Capital City Go-Go |                |                |    |    |      |  |
| 2018-19            | Southeast      | 2°             | 25 | 25 | 50,0 |  |
| 2019-20            | Southeast      | 2°             | 22 | 21 | 51,2 |  |
| Regular season     | Regular season | Regular season | 47 | 46 | 50,5 |  |
| Play-off           | Play-off       | Play-off       | 0  | 0  | 0,0  |  |